# Donald Faison
Donald Adeosun Faison (New York, 1974. június 22. –) amerikai színész, humorista és szinkron színész. Legismertebb a Dokik című sorozatban játszott Dr. Chris Turk szerepe.

## Fiatalkora
1974. június 22-én New Yorkban, Manhattanban, azon belül Harlemben született, Shirley, egy tehetségkutató ügynök és Donald Faison fiaként. Szülei a fekete nemzetközi színházzal is kapcsolatban voltak Harlemben.

## Karrier
A "Dokik"-ban való szereplése előtt, 1991-ben a Folgers Coffee egy reklámjában szerepelt, ahol egy katona fiatalabbik testvérét játszotta. Ezután 1995-ben játszott szerepével lett híres ("Murray Lawrence Duvall", a "Clueless" című filmben), valamint az ebből készült sorozatban nyújtott alakításáért. Szerepelt továbbá olyan filmekben, mint Waiting to Exhale, New Jersey Drive, Big Fat Liar, Remember the Titans.
2009. február 13-án részt vett az NBA All-Star Hétvégei Hírességek Játékán. Más hírességek, akik indultak még: NBA játékosként Clyde Drexler és Dominique Wilkins, NFL játékosként Terrel Owens, színészként Chris Tucker és négyen a Harlem Globetrottersből.
2010-ben Faison Scottie Thompsonnal, Brittany Danielel, Eric Balfoural, Laz Alonsoval és Crystal Reedel együtt játszott a science fiction thrillerben, a Skyline-ban.
2011 márciusában megjelent a The Sims Medieval reklámjában. 2012-ben szerepelt egy cameo erejéig a Pitch Perfect című filmben. Jelenleg a TBS műsorát vezeti "Who gets the Last Laugh".

## Magánélete
Faison 2001-től 2005-ig Lisa Askey-vel volt házas. Hat év randevúzás után elvette második feleségét, CaCee Cobb-ot 2012. december 15-én. Az esküvőt Faison volt "Dokikos" partnere, Zach Braff házában tartották, aki a násznagy volt. Felesége nyoszolyólánya Jessica Simpson énekesnő volt.
Faisonnak öt gyereke van: fia Sean (szül. 1997), egy előző kapcsolatból; fia Dade és lánya Kaya (ikrek, szül. 1999) és fia Kobe (szül. 2001) Askey-től; és fia Rocco (szül. 2013), Cobb-tól

## Filmográfia

### Film
| Év   | Eredeti cím                   | Magyar cím                       | Szerep                 | Magyar hang                                          | Megjegyzések                                    |
| ---- | ----------------------------- | -------------------------------- | ---------------------- | ---------------------------------------------------- | ----------------------------------------------- |
| 1989 | Glory                         | Az 54. hadtest                   | Katona                 | TBA                                                  |                                                 |
| 1992 | Juice                         | Hosszú lé                        | Tanuló                 | TBA                                                  |                                                 |
| 1994 | Sugar Hill                    | Sugar Hill, a kiégett dzsungel   | Kymie Damiels          | TBA                                                  |                                                 |
| 1995 | New Jersey Drive              | -                                | Tiny Dime              | -                                                    | Úgy lett megnevezve, mint Donald Adeosun Faison |
| 1995 | Clueless                      | Spinédzserek                     | Murray Lawrence Duvall | Viczián Ottó                                         |                                                 |
| 1995 | Waiting to Exhale             | Az igazira várva                 | Tarik Matthews         | TBA                                                  |                                                 |
| 1996 | The Quest                     | A kalandor                       | Rabló                  | TBA                                                  | Nem volt megnevezve a filmben.                  |
| 1997 | Academy Boyz                  | -                                | Glen Lewis             | -                                                    |                                                 |
| 1998 | Butter                        | Halálra szerződve                | Khaleed                | TBA                                                  |                                                 |
| 1998 | Can't Hardly Wait             | Buli az élet                     | Dan                    | Bodrogi Attila                                       |                                                 |
| 1999 | Trippin                       | -                                | June Nelson            | -                                                    |                                                 |
| 1999 | Supreme Sanction              | Alfa akció – A terrorista csapás | June Nelson            | Seder Gábor (1. szinkron) Szokol Péter (2. szinkron) |                                                 |
| 2000 | Remember the Titans           | Emlékezz a Titánokra!            | Petey Jones            | Boros Zoltán                                         |                                                 |
| 2001 | Double Whammy                 | Hátulról mellbe                  | Cletis                 | TBA                                                  |                                                 |
| 2001 | Josie and the Pussycats       | Josie és a vadmacskák            | D.J.                   | TBA                                                  | Nem volt megnevezve a filmben.                  |
| 2002 | Big Fat Liar                  | Minden hájjal megkent hazug      | Frank Jackson          | Damu Roland                                          |                                                 |
| 2003 | Ravedactyl: Project Evolution | -                                | Lövész                 | -                                                    | Rövidfilm                                       |
| 2003 | Uptown Girls                  | Nagydumás kiscsajok              | Huey                   | Hamvas Dániel                                        |                                                 |
| 2003 | Good Boy!                     | Jó fiú!                          | Wilson                 | Kálid Artúr                                          | Csak szinkron                                   |
| 2005 | King's Ransom                 | Csalóból csali                   | Andre                  | Hamvas Dániel                                        |                                                 |
| 2006 | Something New                 | Ilyen még nem volt               | Nelson McQueen         | Crespo Rodrigo                                       |                                                 |
| 2006 | Bachelor Party Vegas          | Vegas Baby                       | Ash                    | Szvetlov Balázs                                      |                                                 |
| 2006 | Homie Spumoni                 | Bongiorno, bantu testvér!        | Renato/Leroy           | Varga Gábor                                          |                                                 |
| 2007 | Venus & Vegas                 | -                                | Stu                    | -                                                    |                                                 |
| 2009 | Next Day Air                  | Kié a cucc?                      | Leo                    | Varga Gábor                                          |                                                 |
| 2010 | Skyline                       | Skyline                          | Terry                  | Dolmány Attila                                       |                                                 |
| 2011 | Stag                          | Legénybúcsú a vadonban           | Ken                    | Horváth Illés                                        |                                                 |
| 2012 | Pitch Perfect                 | Tökéletes hang                   | Older Acapella Man     | TBA                                                  |                                                 |
| 2013 | Kick-Ass 2                    | HA/VER 2.                        | Dr. Gravitáció         | Hamvas Dániel                                        |                                                 |
| 2013 | A Snow Globe Christmas        | -                                | Ted                    | -                                                    |                                                 |
| 2014 | Wish I Was Here               | Bárcsak itt lennék               | Anthony                | Seder Gábor                                          |                                                 |
| 2014 | Ward's Wife                   | -                                | War                    | -                                                    | Utómunka                                        |
| 2014 | Wonderland                    | -                                | Ted                    | -                                                    | Filmezés                                        |
| 2016 | The Perfect Match             | -                                | Rick                   | -                                                    |                                                 |
| 2016 | Hot Bot                       | -                                | Mr. Huffington         | -                                                    |                                                 |
| 2017 | Little Evil                   | -                                | Larry                  | -                                                    | Filmezés                                        |

### Sorozatok
| Év        | Eredeti cím                          | Magyar cím                | Szerep                                    | Magyar hang      | Jegyzetek |
| --------- | ------------------------------------ | ------------------------- | ----------------------------------------- | ---------------- | --- |
| 1992      | Sesame Street                        | Szezám utca               | James                                     | TBA              | Epizód: "23.58" |
| 1996      | New York Undercover                  | Veszélyes küldetés        | James                                     | TBA              | Epizód: "Sympathy for the Devil" |
| 1996–2000 | Sabrina, the Teenage Witch           | Sabrina, a tiniboszorkány | Dashiell                                  | TBA              | 7 epizód |
| 1996–1999 | Clueless                             | -                         | Murray Lawrence Duvall                    | -                | 62 epizód |
| 1998      | Sister, Sister                       | -                         | Darryl                                    | -                | Epizód: "Greek to Me" |
| 2000–2002 | Felicity                             | -                         | Tracy                                     | -                | 23 epizód |
| 2002–2003 | Clone High                           | -                         | Toots Különféle karakterek                | -                | Csak szinkron 12 epizód |
| 2001–2010 | Scrubs                               | Dokik                     | [Christopher Turk]                        | Vári Attila      | 179 epizód Jelölve - NAACP Image Award for Outstanding Actor in a Comedy Series (2006-2010) Jelölve - NAACP Image Award for Outstanding Actor in a Comedy Series (2005) |
| 2004–2005 | Higglytown Heroes                    | -                         | Hős Tűzoltó                               | -                | Csak szinkron 2 epizód |
| 2005      | The Bernie Mac Show                  | Alex a szerelő            | 1 epizód                                  |                  | |
| 2005–2016 | Robot Chicken                        | -                         | Gary a rohamosztagos Különféle karakterek | -                | Csak szinkron |
| 2006      | The Playbook                         | -                         | Host                                      | -                | 3 epizód |
| 2007      | Saturday Night Live                  | -                         | Christopher Turk                          | -                | 32. évad, 20. epizód |
| 2007      | Robot Chicken: Star Wars             | -                         | Dr. Cornelius Evazan/Mace Windu           | -                | szinkron |
| 2007      | Kim Possible                         | Kim Possible              | Ricky Rotiffle                            | TBA              | Csak szinkron Epizód: "A Királynő Keservei" |
| 2008      | The Boondocks                        | A kertvárosi gettó        | Tobias / Wedgie Rudlin                    | TBA              | Csak szinkron 3 epizód |
| 2008      | Scrubs: Interns                      | -                         | Christopher Turk                          | -                | Epizód: "Our Meeting with Turk and Todd" |
| 2009      | American Dad!                        | Amerikai fater            | Christopher Turk                          | Vári Attila      | Csak szinkron 5. Évad, 8. Epizód: Cirkusz karakterlánc |
| 2009      | Titan Maximum                        | -                         | Martian Flotta parancsnok                 | -                | Epizód: "Pilot" |
| 2010      | FCU: Fact Checkers Unit              | -                         | Donald                                    | -                | 9 epizód |
| 2010      | Cubed                                | -                         | önmaga                                    |                  | Epizód: "2.12" |
| 2011      | The Odds                             | -                         | Tyler                                     | -                | |
| 2011      | Love Bites                           | Zűrös szerelmek           | Ricky                                     | TBA              | 2 epizód |
| 2011–2015 | The Exes                             | -                         | Phil Chase                                | -                | Jelölve - NAACP Image Award for Outstanding Actor in a Comedy Series (2013)                                                                                             |
| 2012      | Tron: Uprising                       | -                         | Bartik                                    | -                | Csak szinkron |
| 2012      | Wedding Band                         | -                         | Moses                                     | -                | Epizód: "99 Problems" |
| 2012      | Adventure Time                       | Kalandra fel!             | Süti hercegnő                             | TBA              | Csak szinkron Epizód: "Süti hercegnő" |
| 2013      | Who Gets the Last Laugh              | -                         | Műsorvezető                               | -                | 9 Epizód |
| 2014      | Hollywood Game Night                 | -                         | önmaga                                    | -                | 3 Epizód |
| 2014      | Jim Henson's Creature Shop Challenge | -                         | varázsló                                  | -                | Epizód: "Head's Up" |
| 2015      | Undateable                           | Megdönthetetlen           | Donald                                    | TBA              | 2 Epizód |
| 2015      | SuperMansion                         | -                         | Quiplash                                  | -                | 3 Epizód |
| 2015-2018 | Drunk History                        | Tömény történelem         | Joe Louis / Mansa Musa                    | -                | 2 Epizód |
| 2016      | House of Lies                        | Gátlástalanok             | Donald                                    | TBA              | 2 Epizód |
| 2017      | Ray Donovan                          | -                         | Antoine A'Shawn Anderson                  | -                | 2 Epizód |
| 2018      | Star Wars: Ellenállás                | Star Wars: Ellenállás     | Hype Fazon                                | Seszták Szabolcs | |

## Fordítás
- Ez a szócikk részben vagy egészben  a   Donald Faison című angol Wikipédia-szócikk ezen változatának fordításán alapul.  Az eredeti cikk szerkesztőit annak laptörténete sorolja fel. Ez a jelzés csupán a megfogalmazás eredetét és a szerzői jogokat jelzi, nem szolgál a cikkben szereplő információk forrásmegjelöléseként.